# Wereldkampioenschappen schaatsen afstanden 2017 - Ploegenachtervolging mannen
De ploegenachtervolging mannen op de wereldkampioenschappen schaatsen afstanden 2017 vrijdag 10 februari 2017 in het ijsstadion Gangneung Science Oval in Gangneung, Zuid-Korea.
De Nederlandse mannen waren de regerend Olympisch en wereldkampioen en wonnen ook twee van de vier wedstrijden voor de wereldbeker eerder in het seizoen. De favoriete Nederlandse mannen wonnen opnieuw de wereldtitel.

## Plaatsing
De regels van de ISU schrijven voor dat maximaal acht ploegen zich plaatsen voor het WK op deze afstand. Geplaatst zijn de beste zes landen van het wereldbekerklassement, aangevuld met twee tijdsnelsten. Achter deze acht landen werd op tijdsbasis nog een reservelijst van drie landen gemaakt.

## Statistieken

### Uitslag
| #      | Land          | Naam                                                        | Tijd           |
| ------ | ------------- | ----------------------------------------------------------- | -------------- |
| Goud   | Nederland     | Jorrit Bergsma Jan Blokhuijsen Douwe de Vries               | 3.40,66 BR     |
| Zilver | Nieuw-Zeeland | Shane Dobbin Reyon Kay Peter Michael                        | 3.41,08        |
| Brons  | Noorwegen     | Sindre Henriksen Simen Spieler Nilsen Sverre Lunde Pedersen | 3.41,60        |
| 4      | Canada        | Jordan Belchos Ted-Jan Bloemen Benjamin Donnelly            | 3.41,66        |
| 5      | Japan         | Shota Nakamura Ryosuke Tsuchiya Shane Williamson            | 3.42,77        |
| 6      | Italië        | Andrea Giovannini Michele Malfatti Nicola Tumolero          | 3.43,72        |
| 7      | Polen         | Zbigniew Bródka Konrad Niedźwiedzki Jan Szymański           | 3.44,79        |
| NF     | Zuid-Korea    | Joo Hyung-joon Kim Min-seok Lee Seung-hoon                  | niet gefinisht |

### Loting
| Rit |               |            |
| --- | ------------- | ---------- |
| 1   | Canada        | Polen      |
| 2   | Nieuw-Zeeland | Zuid-Korea |
| 3   | Noorwegen     | Nederland  |
| 4   | Italië        | Japan      |

2005 · 
2007 · 
2008 · 
2009 · 
2011 · 
2012 · 
2013 · 
2015 · 
2016 · 
2017 · 
2019 · 
2020 ·
2021 ·
2023 ·
2024 ·
2025